# Відзнака «Доблесть і честь»
Відзнака Міністерства оборони України «Доблесть і честь» — відомча заохочувальна відзнака Міністерства оборони України у 1996—2012 роках.
Відзнака посідала чільне місце в ієрархії відзнак міністерства оборони України; після впровадження у 2013 році нової системи відзнак її аналогом за місцем в ієрархії, підставами щодо нагородження та дизайном є нагрудний знак «За військову доблесть».

## Історія нагороди
- Відзнака Міністерства оборони України «Доблесть і честь» була встановлена наказом Міністра оборони України від 2 грудня 1996 року № 370 (наказом були затверджені положення про відзнаку та її опис; надалі наказами Міністра оборони України від 30 жовтня 2000 року № 428 та від 11 квітня 2008 року № 151 до положення та опису були внесені зміни).
- 30 травня 2012 року Президент України В. Ф. Янукович видав Указ, яким затвердив нове положення про відомчі заохочувальні відзнаки; міністрам, керівникам центральних органів виконавчої влади, керівникам (командувачам) військових формувань, державних правоохоронних органів було доручено забезпечити в установленому порядку перегляд актів про встановлення відомчих заохочувальних відзнак, приведення таких актів у відповідність із вимогами цього Указу[2]. З набуттям чинності указом нагородження відзнакою було припинено[1]. Протягом 2012—2013 років Міністерством оборони України була розроблена нова система заохочувальних відзнак[3], що вже не містила відзнаки «Доблесть і честь» (її аналогом став нагрудний знак «За військову доблесть»).

## Положення про відзнаку
- Відзнакою Міністерства оборони України «Доблесть і честь» нагороджуються військовослужбовці Збройних Сил України, які попередньо були нагороджені не менш ніж двома відзнаками Міністерства оборони України.
- Нагородження відзнакою «Доблесть і честь» здійснюється:
  - за особисті заслуги у професійній підготовці, підтриманні високої бойової готовності військ, частин, підрозділів протягом двох і більше років;
  - за освоєння нової бойової техніки за короткий час;
  - за мужність і відвагу, виявлені на навчаннях, маневрах, під час виконання своїх обов'язків при несенні служби та бойового чергування (чергування);
  - за самовідданість і стійкість, виявлені під час проходження військової служби;
  - за відмінні особисті показники у польовій, повітряній та морській виучці.
- Нагородження відзнакою «Доблесть і честь» здійснюється наказом Міністра оборони України (по особовому складу).
- Позбавлення відзнаки може бути здійснено Міністром оборони України у зв'язку з обвинувальним вироком суду, що набрав законної сили.
- Відзнака «Доблесть і честь» носиться з правого боку грудей і розміщується нижче знаків державних нагород України.
- Відзнаку вручає особисто Міністр оборони України.
- Нагородженому відзнакою «Доблесть і честь» надається право вступу до вищого військово-навчального закладу поза конкурсом.
- Відзнака «Доблесть і честь» і посвідчення до неї після смерті нагородженого залишається в його родині для зберігання.

## Опис відзнаки

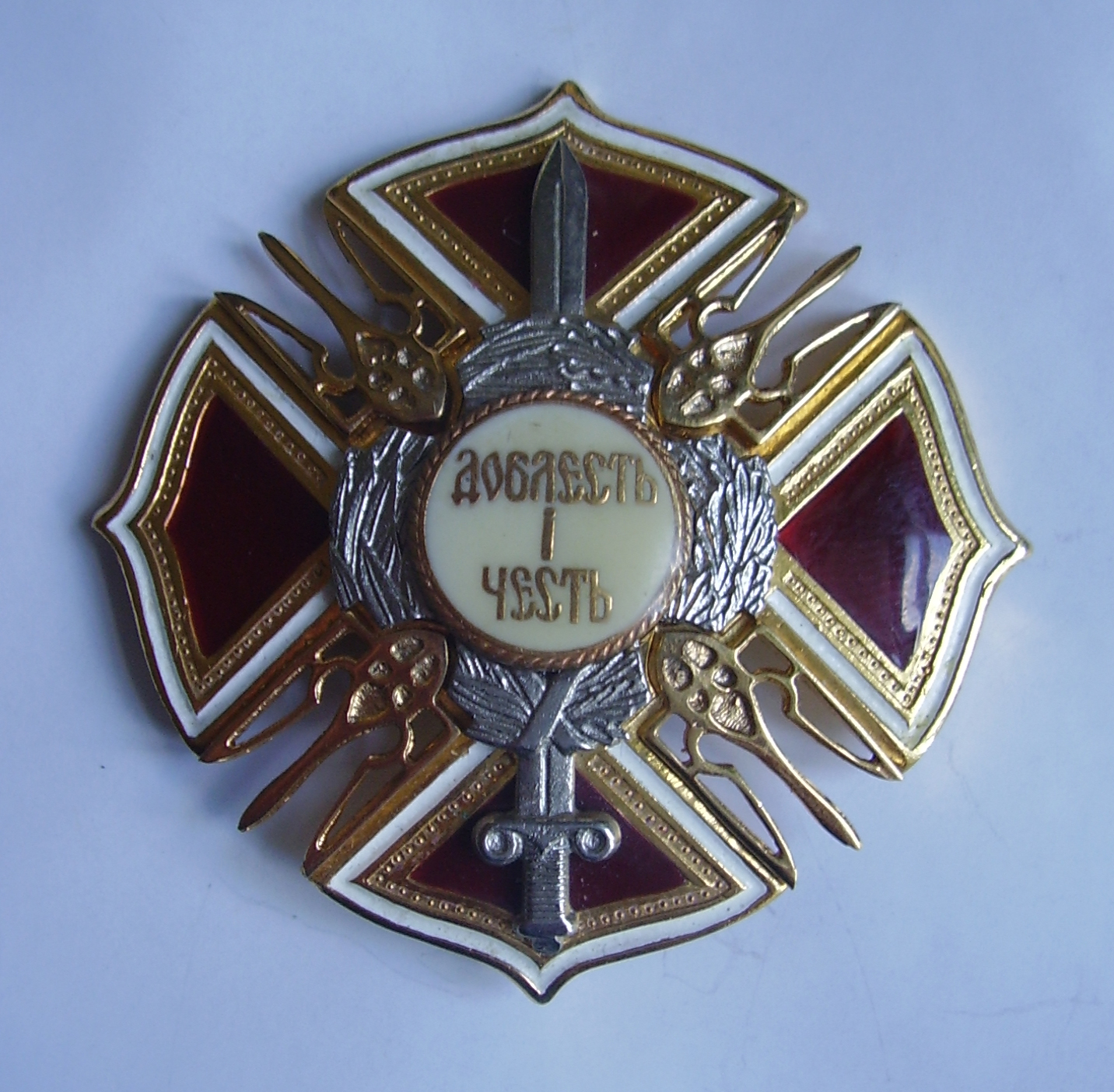
Зовнішній вигляд відзнаки.

- Відзнака Міністерства оборони України «Доблесть і честь» виготовляється із томпака і має форму хреста із розбіжними сторонами, між якими позолочені зображення Знака Княжої Держави Володимира Великого. Сторони хреста покрито темно-червоною та білою гарячою емаллю.
- Посередині хреста вміщено медальйон, покритий гарячою емаллю білого кольору, накладений на лаврово-дубовий вінок та меч вістрям угору білого металу.
- На медальйоні напис у три рядки: «Доблесть і честь».
- Пружки хреста, медальйона та напис позолочені.
- Всі зображення та написи рельєфні.
- Розмір знака між протилежними кінцями хреста — 55 мм.
- На звороті відзнаки розташований штифт з гайкою для прикріплення відзнаки до одягу та номер відзнаки.
- Планка до відзнаки «Доблесть і честь» являє собою металеву пластинку, обтягнуту стрічкою. Розмір планки: висота — 12 мм, ширина — 28 мм. Стрічка відзнаки «Доблесть і честь» шовкова малинового кольору з поздовжніми синьою і жовтою смужками з боків та посередині. Ширина стрічки — 28 мм, ширина смужок — по 2 мм кожна.

## Порядок носіння відзнаки
- Відзнака Міністерства оборони України «Доблесть і честь» носиться з правого боку грудей і розміщується нижче знаків державних нагород України.